# Ізоглоса кентум — сатем

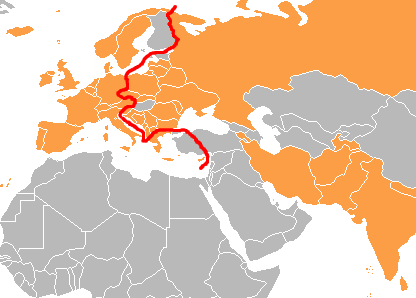
Кордон між індоєвропейськими мовами кентум-сатем останнім часом.

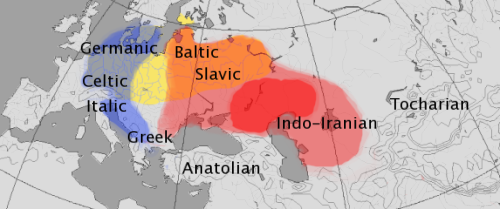
Гіпотетична ситуація близько 2000 р. до н. е. Область поширення культури шнурової кераміки виділена жовтим кольором.

Мови індоєвропейської родини класифікуються як або кентум-мови, або сатем-мови залежно від того, як розвивалися дорсальні приголосні (звуки типу «К», «Г» і «Й») реконструйованої праіндоєвропейської мови (ПІМ). Прикладом різного розвитку є слова на позначення «сотня», що трапляються в ранніх атестованих індоєвропейських мовах (саме через них дві гілки отримали свої назви). У кентум-мовах вони зазвичай починалися зі звуку /k/ (латинське centum вимовлялося з початковим /k/), а в сатем-мовах часто починалися зі звуку /s/ (приклад satem походить з авестійської мови, мови зороастрійських священних текстів).
Унаслідок satəm-палаталізації сталися такі зміни в системі консонантизму:
1. {\displaystyle {\begin{matrix}^{*}{\acute {k}}\rightarrow \!\!\ ^{*}\!s\end{matrix}}};
2. {\displaystyle {\begin{matrix}^{*}{\acute {g}}\ _{\searrow }\\^{*}{\acute {g}}^{h}\!\!\ ^{\nearrow }\end{matrix}}\!\!\ ^{*}\!z\ {\begin{matrix}\end{matrix}}}.

## Термінологія
Терміни походять від слів, що позначають числівник «сто» у репрезентативних мовах кожної групи (латинська centum і авестійська satəm).

## Класифікація

Індоєвропейські мови: ліворуч кентумні, праворуч сатемні

До мов групи «сатем» входять індоіранські, балтослов'янські (балтійські та слов'янські), албанська, вірменська і, можливо, певна кількість незадокументованих мертвих мов, таких як фракійська та дакська. У цій групі велярні та лабіовелярні звуки праіндоєвропейської мови розвинулися у велярні, а палатовелярні стали шиплячими та свистячими. Хоча албанська мова визнана мовою сатем, можна припустити, що в праалбанській мові прості велярні та лабіовелярні звуки не були повністю об'єднані.
Група «кентум» збігається з «несатем», тобто включає всі інші мови. Конкретніше, за визначенням «мов з лабіалізацією» К. Бругмана, до групи кентум входять італійські, кельтські, германські, грецька і, можливо, невеликі та невідомі групи мертвих мов (таких як венетська мова та давньомакедонська мова, а також, імовірно, іллірійські мови). В цій групі велярні та палатовелярні звуки праіндоєвропейської мови були об'єднані у велярні. У тохарських мовах усі ряди звуків були теж об'єднані в один велярний ряд: відносна хронологія цієї зміни невідома, що характерно для мов групи кентум.
Анатолійські мови явно не зазнали змін, характерних для сатем або кентум. Велярні ряди залишилися незмінними в лувійській мові, натомість хеттська мова, можливо, зазнала вторинного кентумізування, проте точні дані відсутні.

## Праіндоєвропейські дорсальні звуки
Ізоглоса кентум — сатем пояснює еволюцію трьох рядів дорсальних приголосних, реконструйованих для Праіндоєвропейської мови,*kʷ, *gʷ, *gʷ ʰ (лабіовелярні),*k, *g, *gʰ (велярні), і*ḱ, *ǵ, *ǵ ʰ; (палатовелярні) в дочірніх мовах. Поділ на групи кентум та сатем дає лише загальне уявлення про материнську мову, що мала повний набір дорсальних звуків. Пізніші зміни в окремих групах індоєвропейських мов: схожі з описаною вище палаталізацією латинської k на s у деяких романських мовах або злиття *kʷ з *k у кельтських — не мали ефекту відокремлення.
Август Шлайхер у виданому 1871 року «Компендіумі» вважав, що існував єдиний велярний ряд k, g, gh.
Карл Бругман 1886 року у праці «Grundriss» («Короткий курс») визнавав лише два ряди, позначаючи їх q, g, gh «велярні проривні» проти k̑, g̑ та g̑h «палаталізовані проривні». Терміни Бругмана: «мови з лабіалізацією» або «u̯-мови» для мов кентум та «мови без лабіалізації» для сатем. На його думку:
Для слів і груп слів, яких немає в жодній мові з лабіалізованим велярним звуком (чисті велярні), наразі не можна встановити наявність колись у минулому u̯-змішування.
Проте у виданні цієї праці 1897 року Бругман змінив свою думку та прийняв термінологію кентум/сатем, запроваджену Бадке 1890 року. Відповідно, він позначив лабіовелярні як qu̯, qu̯h, gu̯, gu̯h (доповнивши також безголосними аспіратами).
Останнім часом наявність трьох дорсальних рядів у прамові не приймається усіма вченими. Реконструйований «середній» ряд може бути артефактом запозичення між ранніми дочірніми мовами в процесі сатемізації. Наприклад, Освальд Семереньї (у своєму «Вступі»), визнаючи використання поділу *kʷ,*k, *ḱ як символізації звукових відповідностей, стверджував, що підтримка трьох фонологічно розділених рядів у праіндоєвропейській мові незадовільна. Він віддав перевагу подвійній нотації *kʷ, *k. Серед інших вчених, які вважають, що праіндоєвропейська мова мала два дорсальні ряди — Єжи Курилович (1935), Антуан Мейє (1937), Вінфред Леманн (1952) і Вудгаус (1998).

## Сатем
Мови групи «сатем» виявляють характерну зміну співзвучних праіндоєвропейській палатовелярних звуків  (*ḱ, * ǵ, * ǵ ʰ)  в африкат та фрикативні приголосні, вимовлені в передній частині рота. Наприклад, *ḱ став в санскриті ś [ʃ], в авестійській, українській та вірменській мовах — s, в литовській š [ʃ] і в албанській th [θ]. Водночас характерні для прамови велярні (*k, *g, *gʰ) і лабіовелярні (*kʷ, *g ʷ, *gʷ ʰ) злилися в цих мовах та пізніше втратили при їхній вимові округлення губ.
«Зсув» сатем легко проілюструвати числівником «100», що звучав праіндоєвропейській мовою як *ḱm̥tóm, яке стало, наприклад, satəm в авестійській (що і дало назву всій групі), (śatam) у санскриті, sad у перській, šimtas в литовській, сто в українській тощо. На противагу латинській centum (вимовляється [кентум]), англійській hund(red) - (з /h/ з раннього *k), грецькій  (he) katon, валлійській cant тощо. Албанське слово qind— це запозичення з латинської centum.

### Сатемізація*k
Приклади:
1. У позиції перед *ī, *ĭ, *ē:
  - пра-і.є. *kīu̯ŏ-s > *ḱīu̯ŏs >… староцерк.-слов. сивъ, укр. си́вий, рос. си́вый, біл. сíвы, болг. сив, словен. sìv, пол. siwy, чеськ. sivý, лит. šývas, авест. syāva-, ос. sau, санск. c̨yāvás IAST;
  - пра-і.є. *prŏkītēi̯ > *prŏḱītēi̯ >… староцерк.-слов. просити, укр. проси́ти, рос. проси́ть, біл. прасіць, болг. про́ся, словен. prósiti, пол. prosić, чеськ. prositi, лит. prašýti, латис. prasît, авест. frasa-, вірм. harc̣аnеm, санск. prac̨nás IAST;
  - пра-і.є. *u̯ĭkĭ-s > *u̯ĭḱĭs >… староцерк.-слов. вьсь, укр. весь «село», рос. весь, словен. vàs, пол. wieś, чеськ. ves, лит. viẽšpat(i)s, латис. vìesis, авест. vīs-, алб. vis, санск. vic̨ IAST;
  - пра-і.є. *kēu̯ĕrŏ-s > *ḱēu̯ĕrŏs >… староцерк.-слов. сѣверъ, укр. сíвер, рос. се́вер, болг. се́вер, словен. sẹ́ver, чеськ. sever, лит. šiaurỹs.
2. У позиції перед *ĭ, що виник після втрати сонантами складотворчості:
  - пра-і.є. *dĕkṃ1t(ĭs) > *dĕkĭmtĭs > *dĕḱĭmtĭs >… староцерк.-слов. десѩть, укр. де́сять, рос. де́сять, болг. де́сет, словен. desȇt, пол. dziesięć, чеськ. desat', лит. dẽšimt, авест. dasa, вірм. tasn, санск. dác̨a IAST;
  - пра-і.є. *kṝ́1d- > *kĭ́rd- > *ḱĭ́rd- >… староцерк.-слов. сръдьце, укр. се́рце, рос. се́рдце, болг. сърдце́, словен. srcẹ̑, пол. sierce, чеськ. srdce, лит. širdìs, латис. sir̂ds, авест. zǝrǝd-, вірм. sirt, санск. hŕ̥d-, hŕ̥dayam IAST.
3. У позиції перед сонантами *u̯, *l:
  - пра-і.є. *ku̯ĕntŏ-s > *ḱu̯ĕntŏs >… староцерк.-слов. свѩтъ, укр. святи́й, рос. свято́й, біл. святы́, болг. свет, словен. svẹ̑t, пол. święty, чеськ. svatý, лит. šveñtas, латис. svinêt, авест. spǝnta-, санск. c̨vāntás IAST;
  - пра-і.є. *klĕu̯ŏ-s > *kĺĕu̯ŏs > *ḱĺĕu̯ŏs >… староцерк.-слов. слово, укр. сло́во, рос. сло́во, біл. сло́ва, болг. сло́во, словен. slovọ̑, пол. sɫowo, чеськ. slovo, лит. šlãvė, латис. slava, авест. sravah-, санск. c̨rávas IAST.

### Сатемізація ряду*g
Приклади:
1. *g:
  - пра-і.є. *gṝ́1nŏm > *gĭ́rnŏm > *ǵĭ́rnŏm >… староцерк.-слов. зрьно, укр. зерно́, рос. зерно́, болг. зъ́рно, словен. zŕno, пол. ziarno, чеськ. zrno, лит. žìrnis, латис. zir̂ns, авест. zarta-, санск. jīrṇás  IAST;
  - пра-і.є. *gṇ́tĭ-s / *gḗntĭ-s > *ǵĭ́ntĭs / *ǵḗntĭs >… староцерк.-слов. зѩть, укр. зять, рос. зять, біл. зяць, болг. зет, словен. zèt, пол. zięć, чеськ. zet᾽, лит. žéntas, латис. znuôts, санск. jñātíṣ  IAST;
2. *gʰ:
  - пра-і.є. *gʰĕmi̯ā > *ǵʰĕmi̯ā >… староцерк.-слов. землѩ, укр. земля́, рос. земля́, біл. зямля́, болг. земя́, словен. zémlja, пол. ziemia, чеськ. země, лит. žẽmė, латис. zeme, авест. zam-, zå, санск. kṣam- IAST;
  - пра-і.є. *gʰĕi̯-m-ā > *ǵʰĕi̯mā >… староцерк.-слов. зима, укр. зима́, рос. зима́, біл. зіма́, болг. зи́ма, словен. zíma, пол. zima, лит. žẽmė, латис. zìema, авест. zyå-, санск. himás IAST;

## Кентум
У мовах групи «кентум» палатовелярні приголосні злилися зі звичайними велярними (*k, *g, *gʰ). Більшість мов кентум зберегли праіндоєвропейські лабіовелярні (*kʷ, *gʷ, *gʷ ʰ) або їхні історичні похідні, відмінні від простих велярних; наприклад, праіндоєвропейський *k: *kʷ → латинський c /k/: qu /kʷ/, грецький κ /k/: π /p/ (або τ /t/ перед першим голосним), готський /h/: /hʷ/, тощо.
Назва «кентум» походить від латинського слова centum «сто» (від праіндоєвропейської *ḱm̥tóm), ілюструючи об'єднання *k та *ḱ. Можна порівняти з санскритським śata або українським сто, в яких *ḱ змінилося на фрикативний звук.
Підтвердження існування лабіовелярних звуків /kʷ/, на відміну від простих подвійних /kW/, знайдено в грецькій (q- серії лінійного письма B), італійських (латинське qu), германських (готська hwair ƕ і qairþra q) та кельтських (огамічне письмо ceirt Q). Таким чином, за прийнятою реконструкцією праіндоєвропейської мови, лабіовелярність цього ряду може бути також новою для групи кентум, причинно пов'язаною з перенесенням палатовелярних звуків уперед. Головний аргумент на користь такого підходу надають анатолійські мови, хоча їхня фонетика й невідома в деталях. Хетти (і лувійці) використовували не символи серії q- тогочасного клинопису (які передавали безголосний увулярний звук у акадській мові), а передавали відповідні лабіовелярні звуки праіндоєвропейської мови як ku. Думки про те, передавало це один звук анатолійських мов чи групу /k+w/, розходяться. Подібність трьох дорсальних рядів оскаржується також за типологічними причинами, але цей аргумент не має великого значення, оскільки існують мови з такою трьохрядовою системою, наприклад язгулямська мова (одна з іранських мов, але її систему дорсальних не можна порівнювати з фонологією праіндоєвропейської мови). Загалом такі мови рідкісні, і один з трьох рядів зазвичай не вживається. Можна вважати, що жодна з існуючих індоєвропейських мов не зберегла повністю трьохрядову систему, навіть якщо вона була в прамові.
Останнім часом з'являлися повідомлення про те, що мова бангані в Індії має ознаки мови типу кентум, але згодом вони були визнані помилковими.

## Причина зміни фонетики
У XIX столітті часом вважали, що ізоглоса кентум — сатем розділяла в минулому різні діалекти індоєвропейської мови. Проте вже Карл Бругман і частково Йоганнес Шмідт довели, що поділ кентум/сатем був територіальною особливістю.
Неповна сатемізація в балтійських і, меншою мірою, слов'янських мов, була прийнята як доказ проникнення сатемічної зміни або як наслідок запозичень при ранніх контактах протобалтів та протогерманців. Приклади слідів лабіальних елементів лабіовелярних звуків у балто-слов'янських мовах включають
литовське ungurys «вугор» <*angʷi-,
литовське dygus «гострий» <*dʰ eig ʷ-.
Відомі також приклади неповної сатемізації в індоіранських мовах, такі як санскритське гуру «важкий» ←*gʷer-; Кулам  «стадо» ←*kʷel-; також куру «робити» ←*kʷer-, але це слово з'являється лише в текстах після написання Рігведи.